# Lipice
Lipice è un insediamento appartenente al comune di Brinje nella regione della Lika e di Segna in Croazia.

## Geografia fisica
È situato nella zona nord-est del comune di Brinje, di cui fa parte. Confina con le frazioni di Glibodol, Križpolje, Letinac e Stajnica che fanno parte dello stesso comune. Si tratta di un villaggio non chiuso, composto da cascine e altri insediamenti rurali sparsi, in particolare Bićanić, Brbot, Mesić, Murat, Pernar, Perković, Trtanj, Smolčić, Vidaković, Vučetić e Vuković. Il centro del villaggio è rappresentato dalla chiesa, dal comune e dall'ufficio postale.

## Storia
Il primo atto scritto inerente Lipice risale al 1638.

### Fondazione
Lipice venne fondata presumibilmente nell'età del ferro o nell'età del bronzo, fra il decimo e l'VIII secolo a.C. Tale datazione si deve a dei reperti rinvenuti fra Vuković e Pernar. In un tholos sono anche stati rinvenuti reperti in bronzo e ceramica. In base a ciò si presume che nella zona si trovi una necropoli.

### Età romana
Durante l'Impero romano, in particolare all'epoca di Diocleziano, Lipice faceva parte della provincia di Liburnia. Nel 395, con la scissione dell'impero romano, Lipice rimase sotto il controllo dell'impero romano d'occidente.

## Società

### Evoluzione demografica
| Anno | Abitanti |
| ---- | -------- |
| 1857 | 625      |
| 1869 | 815      |
| 1880 | 846      |
| 1890 | 870      |
| 1900 | 982      |
| 1910 | 1.051    |
| 1921 | 972      |
| 1948 | 1.025    |
| 1953 | 985      |
| 1961 | 898      |
| 1971 | 835      |
| 1981 | 555      |
| 1991 | 417      |
| 2001 | 254      |

## Attrazioni
Il principale monumento di Lipice è la chiesa di San Giovanni Battista. La chiesa venne eretta nel 1878, in conseguenza della nomina a diocesi del 1871. In base a ciò San Giovanni è anche il patrono della città, che viene festeggiato il 24 giugno.